# Politics (Sébastien Tellier)
Politics è il secondo album in studio del cantante francese Sébastien Tellier, pubblicato nel 2004.

## Tracce
1. Bye-bye
2. League Chicanos
3. Wonderafrica
4. Broadway
5. La Ritournelle
6. Benny
7. Slow Lynch
8. Mauer
9. La Tuerie
10. Ketchup vs Genocide
11. Zombi